# انتحار قسري

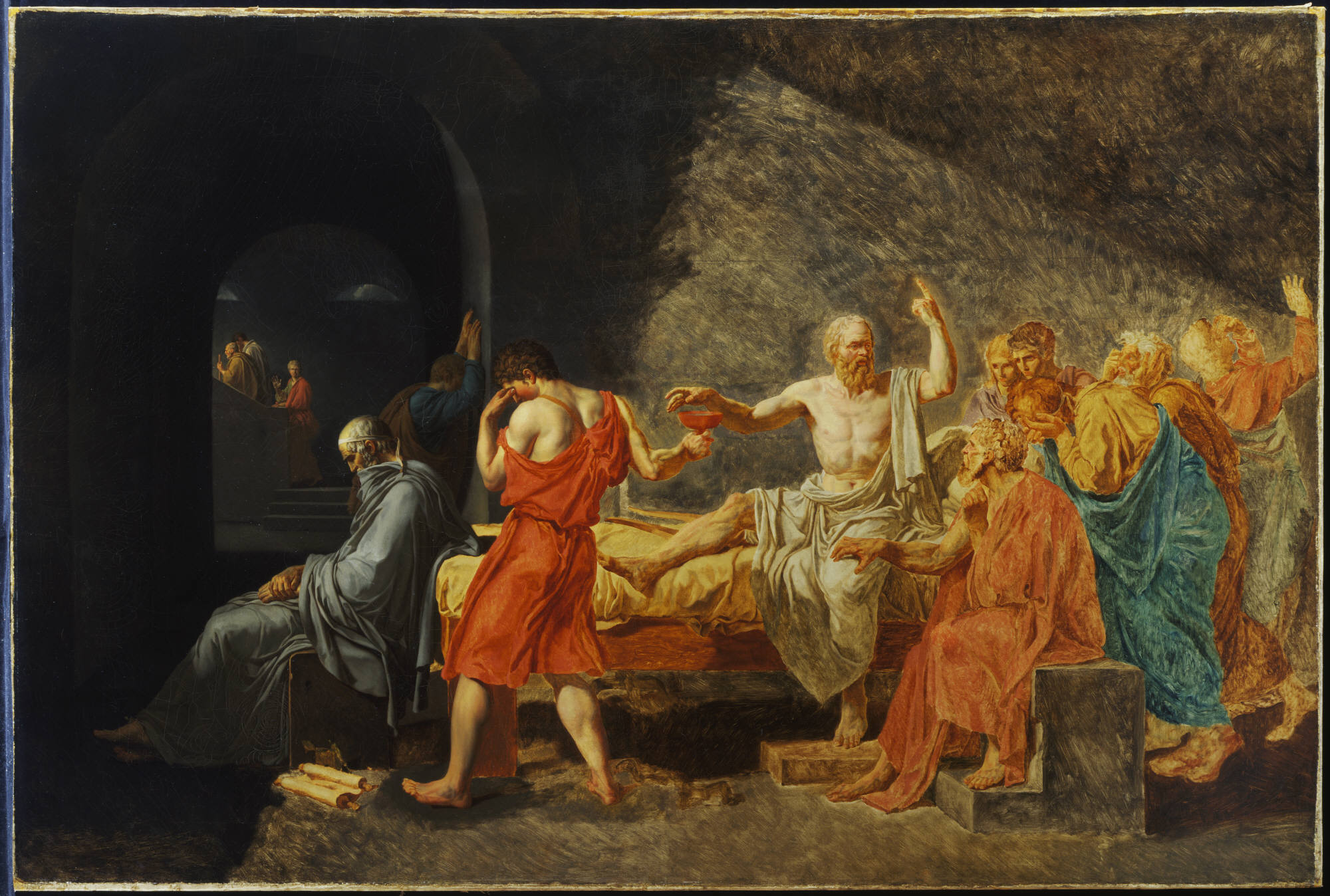
لوحة موت سقراط لديفيد (صالون 1787؛ متحف متروبوليتان للفنون، نيويورك)

الانتحار القسري هو أسلوب إعدام يتم فيه إجبار الضحية على الانتحار لتجنب مواجهة خيار بديل يعتبرونه أسوأ بكثير، مثل التعرض للتعذيب أو الإذلال العلني أو سجن الأصدقاء أو أفراد الأسرة أو تعذيبهم أو قتلهم.

## في اليونان القديمة وروما
كان الانتحار القسري وسيلة شائعة للإعدام في اليونان القديمة وروما، وخصصت هذه العادة عمومًا للأرستقراطيين المحكوم عليهم بالإعدام كعلامة على الاحترام؛ حيث يقوم الضحايا إما بتناول نبات الشوكران الأبقع أو طعن أنفسهم بسيوفهم. كما دفعت العوامل الاقتصادية الأفراد إلى الانتحار في روما القديمة. يتنازل الشخص المحكوم عليه بالإعدام عن ممتلكاته للحكومة. لكن البعض تهرب من هذا الشرط بالانتحار قبل القبض عليهم، وبالتالي سمح لأصولهم بالانتقال إلى ورثتهم.
واحدة من أشهر حالات الانتحار القسري هي حالة الفيلسوف سقراط، الذي شرب الشوكران بعد محاكمته بتهمة إفساد شباب أثينا. كما قتل الفيلسوف الرواقي سينيكا نفسه استجابة لأمر من تلميذه الإمبراطور الروماني نيرون، الذي أُجبر هو نفسه على الانتحار في وقت لاحق. تشمل حالات الانتحار القسري الشهيرة الأخرى حالات الانتحار القسري لبروتوس، ومارك أنطوني، والإمبراطور أوثو، والجنرالات الرومانيين فاروس و كوربولو [الإنجليزية]

## بديل لجرائم الشرف
قد يكون الانتحار القسري بديلاً عن جرائم الشرف عندما تنتهك المرأة العرف في مجتمعات الشرق الأوسط المحافظة. ففي عام 2006، حققت الأمم المتحدة في تقارير عن حالات انتحار قسري للنساء في جنوب شرق تركيا.